# Línia pectínia
Dins l'entorn de l'anatomia humana la línia pectínia anomenada també (línia anus-rectal), és una línia ideal que separa el recte de l'anus, constituïda per les papil·les anals.

## Anatomia
La seva importància rau en el fet que es troba en la separació entre el canal anal quirúrgic (4-5 cm) i el canal anal anatòmic (2-3 cm). La línia pectìnia determina zona d'unió entre la porció ectodermal del canal anal i la porció endodèrmica de l'intestí.

## Imatges addicionals

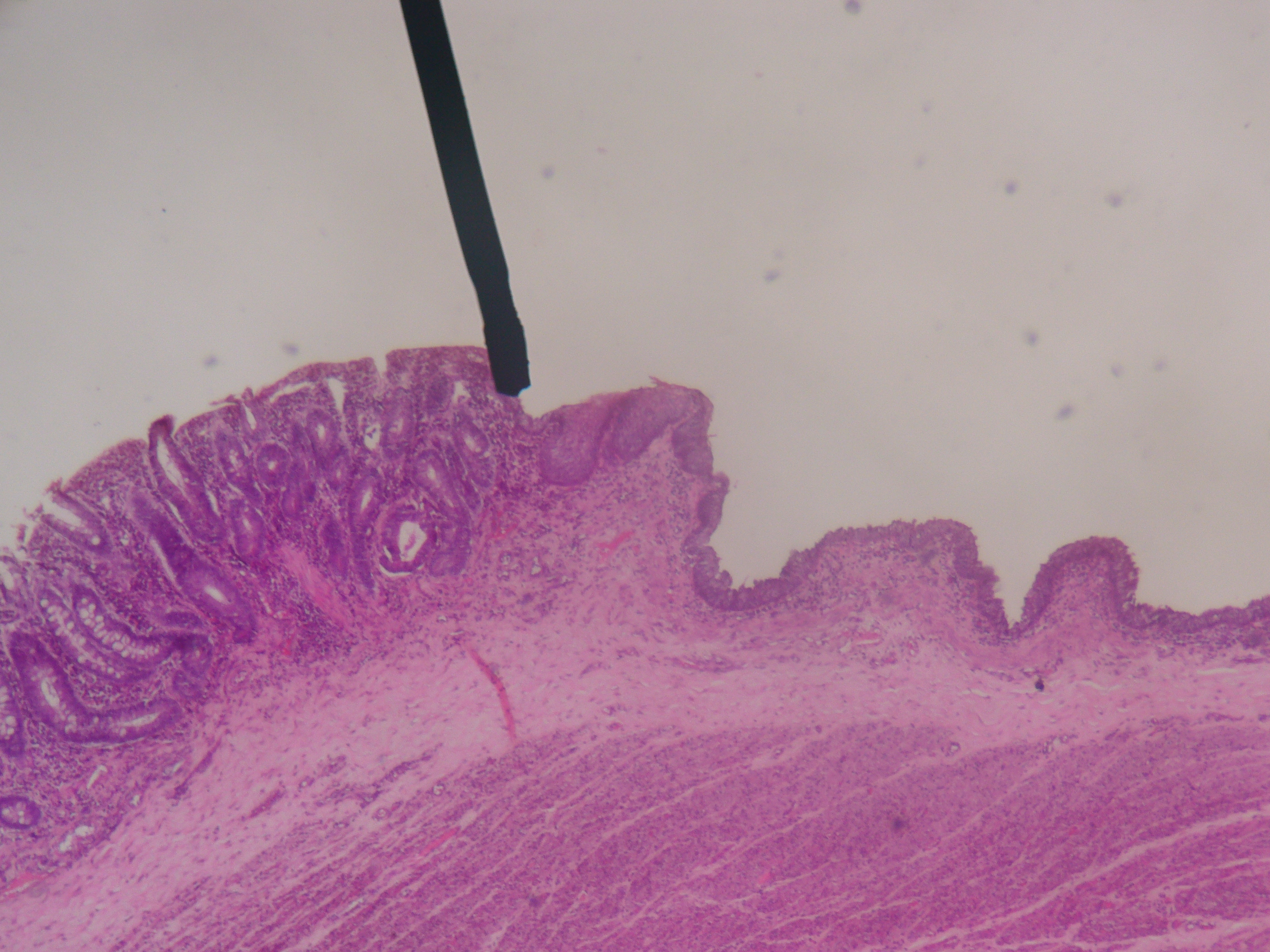
Secció transversal microscòpica de la unió anorrectal.
Anatomia de l'anus i el recte
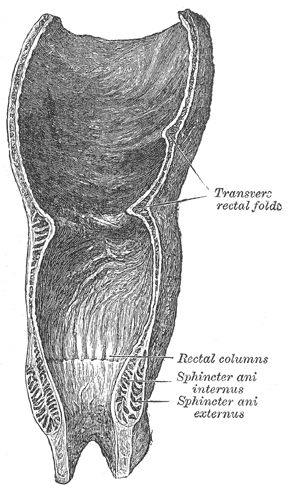
Secció coronal del recte i canal anal.